# Ozero Beloje (sjö i Belarus, Minsks voblast)
Ozero Beloje (ryska: Озеро Белое) är en sjö i Belarus.   Den ligger i voblasten Minsks voblast, i den norra delen av landet, 110 km norr om huvudstaden Minsk. Ozero Beloje ligger 164 meter över havet. Arean är 1,6 kvadratkilometer. Den ligger vid sjön Vozera Naratj. Den sträcker sig 1,9 kilometer i nord-sydlig riktning, och 1,7 kilometer i öst-västlig riktning.
I omgivningarna runt Ozero Beloje växer i huvudsak blandskog. Runt Ozero Beloje är det glesbefolkat, med 19 invånare per kvadratkilometer.